# Sommaren (skulptur av Eric Grate)

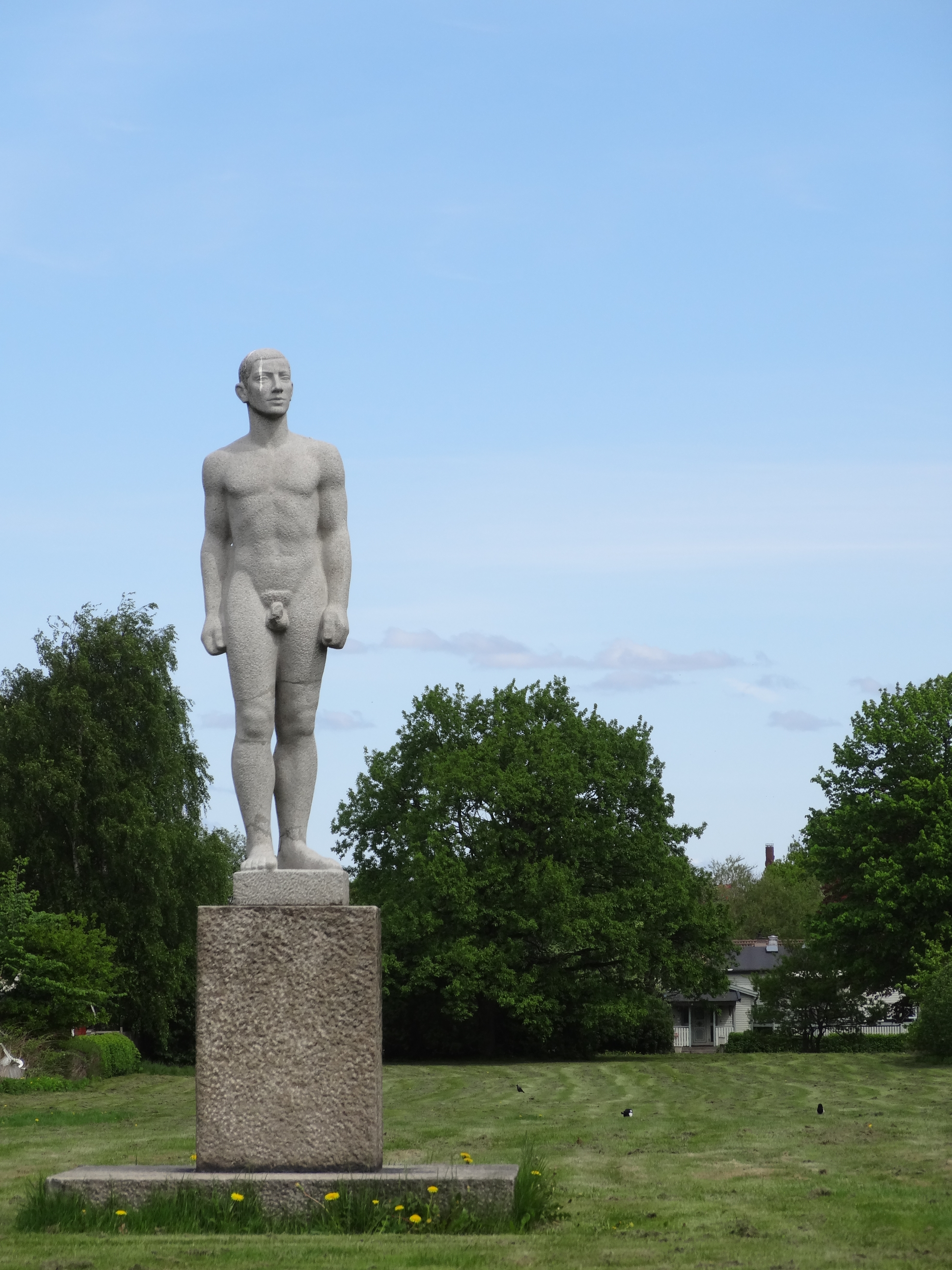
Sommaren (eller Ung man) av Eric Grate.

Sommaren eller Ung man, är en skulptur i granit av Eric Grate, skapad 1944 och utplacerad 1947 på Utmarksgatan i Bräcke i Göteborg. Konstverket köptes in av Charles Felix Lindbergs donationsfond tillsammans med skulpturen Våren av samme konstnär. Statyn visar en naken man i helfigur stående på en sockel av granit. År 2004 utsattes statyn för vandalisering och var för en tid nedtagen..